# Полтавський 1-й козачий полк
1-й Полтавський Кошового отамана Сидора Білого полк Кубанського козачого війська
- Старшинство — 14 грудня 1788 р.
- Полковий свято — 30 серпня (12 вересня), спільне з військом.

## Формування полку
14 січня 1788 року з колишніх запорожців засновано Військо вірних козаків Чорноморських і їм було дозволено оселитися на Тамані. 13 листопада 1802 р. в цьому війську визначено мати по десять кінних і піших полків. 1 липня 1842 року піші полки були перетворені в батальйони, причому 1-й полк був переформований у 1-й піший батальйон і був сформований 7-й піший батальйон. 12 вересня 1863 року було сформовано Абінський кінний полк Кубанського козачого війська. 
1 серпня 1870 року із 1-го і 7-го батальйонів та Абінського кінного полку, із додаванням козаків від інших частин колишнього Чорноморського війська, був сформований один трьохкомплектний 2-й полк, названий Полтавським. 24 червня 1882 року полк переформовано на три відділи полку, причому один був залишений першочерговим, а два інших розпущені на пільгу, зі збереженням першочерговому полку імені Полтавський полк Кубанського козачого війська. 
26 серпня 1904 року для збереження імені отамана Сидора Білого у військах полк був названий як 1-й Полтавський кошового отамана Сидора Білого полк Кубанського козачого війська. 
Старшинство полку вважається з 14 січня 1788 р. Полкове свято — 30 серпня. 
Під час Першої світової війни полк воював на Кавказькому фронті в складі Ван-Азербайджанського загону під командуванням генерал-лейтенанта Чорнозубова. Полк повернувся на Кубань 20 листопада 1917 року. Згодом був відроджений в Добровольчої армії, в складі 2-ї Кубанської козачої дивізії (на 5 жовтня 1919 полк нараховував 210 шабель і 12 кулеметів). Після поразки Добровольчої армії був евакуйований до Криму, а потім в Європу. Георгіївський штандарт полку зберігається в музеї міста Ховелл (США).

## Відзнаки полку
- Полковий Георгіївський штандарт із написом «За відзнаку, надану при розбитті Турецької флотилії у Браїлова 29 травня 1828 року і за відміну в Турецьку війни 1877 і 1878 років», подарований 6 січня 1879 р.
- Шість срібних Георгіївських труб із написом «За взяття Карса 6 листопада 1877 року», подаровані 2-й, 3-й і 4-й сотням полку 6 січня 1879 р.
- Відзнаки на головні убори для нижніх чинів з написом «За відзнаку при підкоренні Західного Кавказу в 1864 році і за штурм фортеці Геок-Тепе 12 січня 1881 року», подаровані 4 червня 1882 р.

## Командири полку

### В імператорської армії
- 02.12.1876 — 03.11.1886 — полковник князь Ерістов Давид
- 26.11.1886 — 09.03.1897 — полковник Даркин Никифор
- 14.03.1897 — 12.06.1901 — полковник Флейшер Сергій
- 26.01.1901 — 15.03.1907 — полковник Борчевский Борис
- 19.03.1907 — 04.09.1910 — полковник Семенівський Стефан
- 22.09.1910 — 26.06.1915 — полковник Нальгіев Ельберт
- 27.08.1915 — 21.01.1917 — полковник Білий Олександр
- 20.03.1917 — полковник Червоний Давид

### У Добровольчої армії
- 15.09.1918 — 30.10.1918 — полковник Булавін
- 03.01.1919 — 26.02.1919 — полковник Мамонов Петро
- 03.03.1919 — хх.10.1919 — полковник Чекалов П.